# Nuoto artistico ai campionati mondiali di nuoto 2022 - Squadre (programma tecnico)
Il concorso a squadre (programma tecnico) ai campionati mondiali di nuoto 2022 si è svolto il 19 e 21 giugno 2022 presso lo stadio del nuoto Alfréd Hajós di Budapest.

## Calendario
Il turno preliminare è iniziato il 19 giugno 2022 alle ore 10:00. La finale è iniziata il 21 giugno 2022 alle ore 16:00.

## Risultati
In verde sono segnati i finalisti
| Pos.    | Nazione | Preliminari | Preliminari | Finale          | Finale          |
| Pos.    | Nazione | Punti       | Pos.        | Punti           | Pos.            |
| ------- | --- | ----------- | ----------- | --------------- | --------------- |
| Oro     | Cina Chang Hao Feng Yu Wang Ciyue Wang Liuyi Wang Qianyi Xiang Binxuan Xiao Yanning Zhang Yayi                                                                                      | 94.0039     | 1           | 94.7202         | 1               |
| Argento | Giappone Moka Fujii Moe Higa Moeka Kijima Tomoka Sato Akane Yanagisawa Mashiro Yasunaga Megumu Yoshida Rie Yoshida                                                                  | 91.2049     | 2           | 92.2261         | 2               |
| Bronzo  | Italia Domiziana Cavanna Linda Cerruti Costanza Di Camillo Costanza Ferro Gemma Galli Marta Iacoacci Marta Murru Enrica Piccoli                                                     | 89.5775     | 3           | 91.0191         | 3               |
| 4       | Francia Ambre Esnault Maureen Jenkins Laura Gonzalez Romane Lunel Mayssa Guermoud Eve Planeix Oriane Jaillardon Charlotte Tremble                                                   | 86.4984     | 4           | 88.3558         | 4               |
| 5       | Grecia Maria Alzigkouzi Kominea Danai Kariori Eleni Fragkaki Ifigeneia Krommydaki Krystalenia Gialama Sofia Evangelia Malkogeorgou Zoi Karangelou Andriana Misikevych               | 86.2755     | 5           | 87.2261         | 5               |
| 6       | Stati Uniti Yujin Chang Megumi Field Jaime Czarkowski Keana Hunter Elizabeth Davidson Daniella Ramirez Ivy Davis Natalia Vega                                                       | 85.6085     | 6           | 86.9907         | 6               |
| 7       | Israele Eden Blecher Catherine Kunin Shelly Bobritsky Nikol Nahshonov Maya Dorf Ariel Nassee Noy Gazala Polina Prikazchikova                                                        | 84.3848     | 8           | 84.5315         | 7               |
| 8       | Canada Sydney Carroll Kenzie Priddell Scarlett Finn Kiara Quieti Laurianne Imbeau Alicia Rehel Audrey Lamothe Claire Scheffel                                                       | 84.7752     | 7           | 84.4817         | 8               |
| 9       | Gran Bretagna Isobel Daisy Blinkhorn Kate Shortman Millicent Jane Costello Robyn Ellen Louise Swatman Isobel Jane Davies Isabelle Thorpe Daniella Lloyd Laura Elizabeth Turberville | 82.1773     | 9           | 82.5264         | 9               |
| 10      | Svizzera Ilona Fahrni Babou Schupbach Emma Grosvenor Alicia Semon Milla Morel Fanny Semon Sofie Muntener Margaux Varesio                                                            | 81.3767     | 10          | 81.5920         | 10              |
| 11      | Kazakistan Karina Abdulina Xeniya Makarova Nargiza Bolatova Anna Pavletsova Eteri Kakutia Yulia Rogaleva Aigerim Kurmangaliyeva Yasmin Tuyakova                                     | 80.3196     | 11          | 81.2713         | 11              |
| 12      | Brasile Vitoria Casale Laura Miccuci Jullia Catharino Celina Rangel Rafaela Garcia Gabriela Regly Luiza Lopes Anna Giulia Veloso                                                    | 78.4964     | 12          | 79.2419         | 12              |
| 13      | Portogallo Beatriz Cruz Gama Marta Moreira Filipa Faria Barbara Neto Costa Carlota Fonseca Francisca Rosa Maria Goncalves Cheila Vieira                                             | 75.6638     | 13          | Non qualificate | Non qualificate |
| 14      | Ungheria | 75.6519     | 14          | Non qualificate | Non qualificate |
| 15      | Egitto | 75.5103     | 15          | Non qualificate | Non qualificate |
| 16      | Singapore | 74.1444     | 16          | Non qualificate | Non qualificate |
| 17      | Australia | 70.5530     | 17          | Non qualificate | Non qualificate |
| 18      | Costa Rica | 64.7922     | 18          | Non qualificate | Non qualificate |
| –       | Ucraina | dns         | dns         | dns             | dns             |